# Jean-Étienne-Marie Portalis
Jean-Étienne-Marie Portalis, född 1 april 1746 i Le Beausset i departementet Var, död 25 augusti 1807, var en fransk rättslärd och statsman. Han var far till Joseph-Marie Portalis.

## Biografi
Portalis blev advokat i Aix 1765 och vann där stort anseende. Han slog sig 1794 ned som advokat i Paris och invaldes 1795 av denna stad i de gamles råd, där han med politisk måtta och glänsande vältalighet angrep direktoriet. Efter revolutionen 18 fructidor år V (4 september 1797) dömdes han av detta till deportation till Cayenne, men lyckades rädda sig genom flykten.
Portalis kallades av Napoleon I till statsråd 1800, senator 1803 och kulturminister 1804. Portalis hade därjämte i uppdrag att vara en av redaktörerna av Code civil, om vilket verk han inlade den största förtjänst. Även till konkordatet av 1801 var han förnämste upphovsmannen. Han blev 1803 medlem av Institutet. Portalis mest framstående skrift är De l'usage et de l'abus de l'esprit philosophique durant le XVIlI:me siécle (2 band, 1820; 3:e upplagan 1833).